# Locais de competição dos Jogos Sul-Americanos de 2002

## Belém
- Estádio do Mangueirão - Atletismo
- Ginásio da Escola Superior de Educação Física - Natação, Boxe e Luta

## Curitiba
- Parque Nacional do Iguaçu - Canoagem
- Rodovia Curitiba-Paranaguá - Ciclismo (estrada)
- Parque Barigui - Ciclismo (Mountain Bike)
- Velódromo Jardim Botânico - Ciclismo (track)
- Ginásio do Tarumã - Ginástica

## Rio de Janeiro
- Ginásio do Botafogo - Esgrima
- Ginásio do Maracanãzinho - Futsal
- Tijuca Tênis Clube - Judô, Taekwondo
- Lagoa Rodrigo de Freitas - Remo
- CEFAN - Arco e Flecha
- AMAN, Resende - Tiro
- Posto 6, Copacabana - Triatlo
- Iate Clube do Rio de Janeiro - Vela

## São Paulo
- Lago Alpha Village, Itu - Esqui aquático
- Paradise Golf Club, Mogi das Cruzes - Golfe
- Ginásio Municipal, São Bernardo do Campo - Handebol
- Ginásio do Ibirapuera - Karate
- Centro de Pesquisa e Treinamento Olímpico - Luta e Tênis de mesa.
- Associação Atlética Banco do Brasil - Figure Skating
- Sambódromo do Anhembi - Speed Skating
- Estádio Municipal Mie Nishi - Softbol
- Clube Atlético Monte Líbano - Tênis